# ПВД (футбольный клуб)
ПВД (англ. Public Works Department) — камерунский футбольный клуб из города Баменда, выступающий в чемпионате Камеруна. Домашней ареной клуба является муниципальный стадион Бафуссам, вместимостью 20 тысяч зрителей.

## История
Клуб ПВД (Департамент общественных работ) основан в 1952 году в городе Баменда и является одним из старейших клубов Северо-Западного региона Камеруна, значительная часть которого контролируется сторонниками независимого государства Амбазония. По словам директора африканского направления в Национальном демократическом институте по международным вопросам Кристофера Формуньо поддержка клуба ПВД является «синонимом англоязычного человека», живущего в Южном Камеруне и отличает сторонников клуба от жителей остального франкоязычного Камеруна. Клуб выступает в сине-белых цветах характерных для движения Амбазонии. ПВД известен под прозвищем «Абаква Бойс».
В 1968 году ПВД уступил в финале чемпионата Западного Камеруна клубу «Присонс». Четыре раза ПВД был участником финала Кубка Камеруна (1967, 1979, 2021, 2023), но одержал лишь одну победу в 2021 году, обыграв «Лез Астр» (1:0).
В сезоне 2003 года команда завоевала бронзовые медали чемпионата Камеруна, но спустя два года ПВД занял 15 место и вылетел во второй дивизион. В 2015 году президентом клуба, который едва не вылетел из третьего регионального дивизиона, стал Паскаль Абунде. Благодаря его усилиям ПВД спустя 14 лет вернулся в высший дивизион по итогам сезона 2018 года.

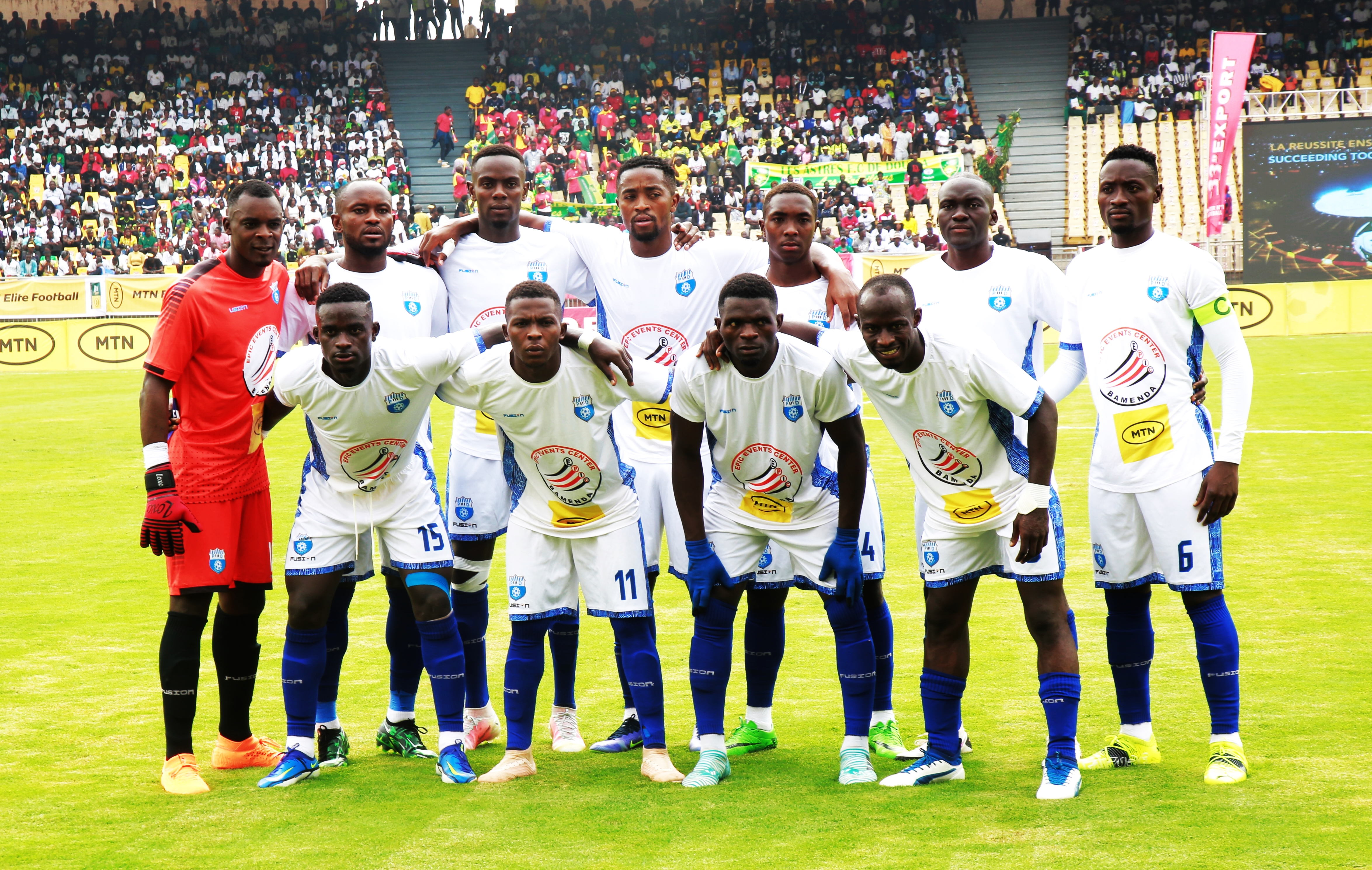
Команда в 2022 году

На фоне разгорающегося в стране англоязычного кризиса 5 апреля 2019 года неизвестными со стадиона был похищен на сутки главный тренер ПВД Огюстин Шупо, возглавивший клуб за неделю до этого и сменивший Жана Батиста Тогема.
В 2019 году ПВД был аутсайдером камерунского чемпионата, финишировав на 16 месте. По ходу сезона 2019/20 клуб шёл на первом месте, однако из-за пандемии COVID-19 турнир был остановлен, а чемпионский титул впоследствии был присуждён ПВД, для которого эта победа стала первой в истории. ПВД при этом был второй командой из англоязычного Камеруна, после «Тико Юнайтед» в 2009 года, которой удалось завоевать титул чемпиона Камеруна.
Успехи на национальном уровне позволили клубу три раза сыграть на всеафриканском уровне в рамках Лиги чемпионов КАФ и Кубка Конфедерации КАФ, но преодолеть квалификационные раунды камерунскому клубу не удавалось.
В составе команды в разное время играли футболисты, имеющие опыт выступления за национальную сборную Камеруна, такие как Томас Бавак, Пьюс Ндьефи и Мэтью Мбута

## Достижения
- Чемпион Камеруна: 2019/20
- Победитель Кубка Камеруна: 2021
- Финалист Кубка Камеруна: 1967, 1979, 2023

## Последние результаты
| Сезон   | Див. | Место | Кубок Камеруна |
| ------- | ---- | ----- | -------------- |
| 2016    | II   | 13    | 1/64 финала    |
| 2017    | II   | 15    | 1/16 финала    |
| 2018    | II   | 2     |                |
| 2019    | I    | 16    | 1/16 финала    |
| 2019/20 | I    | 1     |                |
| 2020/21 | I    | 6     | Победитель     |
| 2022    | I    | 10    | 1/32 финала    |
| 2022/23 | I    | 12    | Финалист       |
| 2023/24 | I    | 13    | 1/32 финала    |
| 2024/25 | I    |       |                |

## Континентальный турнир
| Сезон   | Турнир                 | Этап   | Соперник     | Дома | Гости | Общий     |
| ------- | ---------------------- | ------ | ------------ | ---- | ----- | --------- |
| 2004    | Кубок Конфедерации КАФ | первый | ТП Мазембе   | 1-0  | 1-2   | 2-2 (в/г) |
| 2004    | Кубок Конфедерации КАФ | второй | Дуан (Дакар) | 2-2  | 0-3   | 2-5       |
| 2020/21 | Лига чемпионов КАФ     | предв. | Кайзер Чифс  | 0-1  | 0-0   | 0-1       |
| 2022/23 | Кубок Конфедерации КАФ | первый | Эльжеко Плюс | 1-1  | 0-1   | 1-2       |